# Eric
Eric je moško osebno ime.

## Izvor imena
Ime Eric je različica moškega osebnega imena Erik.

## Pogostost imena
Po podatkih Statističnega urada Republike Slovenije je bilo na dan 31. decembra 2007 v Sloveniji število moških oseb z imenom Eric: 18.

## Osebni praznik
Osebe z imenom Eric lahko godujejo takrat kot osebe z imenom Erik.